# Le Pavé
Le Pavé (3.823 m s.l.m.) è una montagna del Massiccio des Écrins che si trova tra i dipartimenti francesi delle Alte Alpi e dell'Isère.

## Caratteristiche
La montagna è collocata tra la Meije ed il Pic Gaspard.

## Salita alla vetta
La prima salita alla montagna risale al 19 luglio 1879 ad opera di William Auguste Coolidge con le guide Christian Almer padre e figli.